# Werner Hennemann
Werner Hennemann (* 12. Juni 1905 in Darmstadt; † 1985) war ein deutscher Jurist und Politiker (Ost-CDU). Er war von 1946 bis 1948 Abgeordneter und Vizepräsident des Landtags von Sachsen-Anhalt. Er flüchtete 1948 in den Westen.

## Leben
Nach dem Besuch des Gymnasiums und einer kaufmännischen Lehre in der Feld- und Normalbahn-Bedarfsindustrie von 1923 bis 1925 absolvierte er ein juristisches Studium. Im Jahr 1929 legte er das Referendarexamen ab und wurde zum Dr. jur. promoviert. Von 1929 bis 1931 arbeitete er am Amts- und Landgericht Frankfurt am Main und anschließend für kurze Zeit als Kaufmann in Bologna. Von 1932 bis 1935 war er Syndikus und Justiziar der Walsheim-Brauerei in Saarbrücken und von 1935 bis 1946  Prokurist und kaufmännischer Direktor der Freyburg-Brauerei in Halle (Saale).
Nach dem Zweiten Weltkrieg legte er ein Assessorexamen in Berlin ab und erhielt die Zulassung zum Rechtsanwalt in Halle. Er wurde Mitglied der Christlich-Demokratischen Union Deutschlands (CDU) und des CDU-Landesvorstandes Sachsen-Anhalt. Bei der Landtagswahl in der Provinz Sachsen im Oktober 1946 kam er über die Provinzliste in den Landtag von Sachsen-Anhalt. Bei der Konstituierung des Landtages im November 1946 wurde er zum Vizepräsidenten des Landtages gewählt und hatte dieses Amt bis zu seiner Mandatsniederlegung im März 1948 inne. Von Januar bis März 1947 wirkte er als Ministerialdirektor und Stellvertreter des Minister für Wirtschaft und Verkehr der Provinz Sachsen-Anhalt. Anschließend arbeitete er als Rechtsanwalt in Halle. Wegen drohender Verhaftung flüchtete er im März 1948 in den Westen und ging nach Stuttgart.